# Spreader

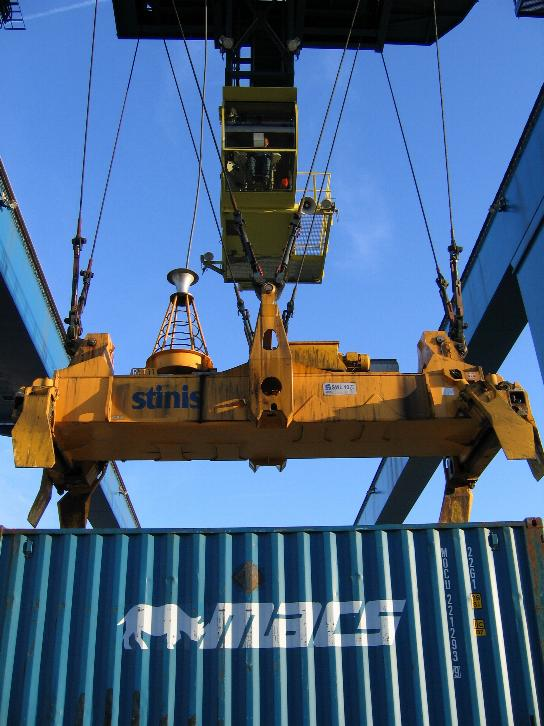

Als Spreader oder Containergeschirr bezeichnet man im Betrieb der Umschlagbahnhöfe und Hafen-Terminals die Hebezeuge, mit denen ISO-genormte Container umgeschlagen werden. Sie sind am häufigsten an Containerbrücken oder Portalhubwagen zu beobachten.
Meist handelt sich um Teleskoprahmen, die auf die Länge (20, 30, 40 oder 45 Fuß) des Containers eingestellt werden (spread engl. für „spreizen“) und so in die vier oberen Eckbeschläge (engl. corner casting) des Containers eingreifen können. Sie werden dort durch ferngesteuertes Drehen der Twistlocks verriegelt. Auch nicht verstellbare Container-Hebezeuge werden mit dem Begriff Spreader bezeichnet.
Viele Spreader sind mit klappbaren Flippern ausgestattet, die beim Aufsetzen auf den frei stehenden Container den Spreader an dem Container ausrichten. Die Flipper lassen sich nach Bedarf vom Kranfahrer nach oben und innen weg klappen, um das Aufnehmen und Absetzen von Containern direkt neben anderen Containern weiterhin zu ermöglichen.
Auch Anbaugeräte an Gabelstapler zum Aufnehmen von Containern verschiedener Bauart werden als Spreader bezeichnet. Außer den von oben greifenden Spreadern werden für leere Container auch Bauarten verwendet, die den Container von der Seite greifen.
Außerdem gibt es Spreader, die sich auch im sogenannten Twinbetrieb (twin engl. für „Zwilling“) nutzen lassen. So können zwei 20 Fuß-Container gleichzeitig umgeschlagen werden. Die Twinlücke, der Abstand zwischen den Containern, lässt sich stufenlos einstellen, bis eine Gesamtlänge von 40 oder 45 Fuß erreicht ist. Der Twinbetrieb steigert die Geschwindigkeit beim Löschen (Entladen) oder Laden (Beladen) von Schiffen.

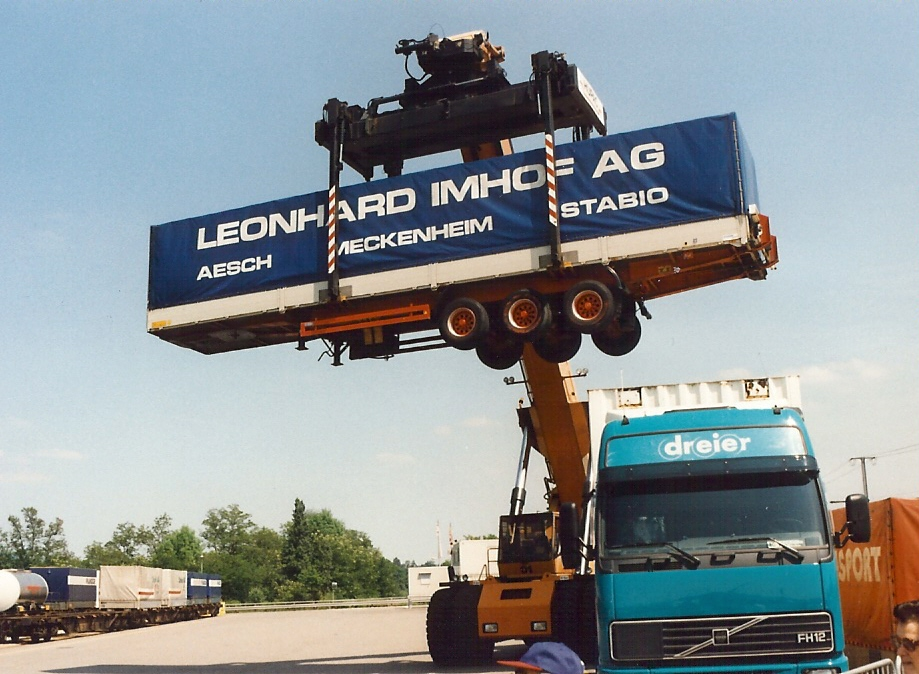
Mit Greifzangen angehobener Sattelauflieger

Um kranbare Sattelauflieger und Wechselbehälter zu kranen, können Spreader mit Greifzangen ausgestattet sein. Diese greifen in Greifkanten an der Unterseite der Behälter oder Auflieger ein. Beim Umschlag von ISO-Containern werden die Greifzangen eingeklappt.